# Parsac
Parsac – miejscowość i dawna gmina we Francji, w regionie Nowa Akwitania, w departamencie Creuse. W dniu 1 stycznia 2016 roku z połączenia dwóch ówczesnych gmin – Parsac oraz Rimondeix – utworzono nową gminę Parsac-Rimondeix. Siedzibą gminy została miejscowość Parsac. W 2013 roku populacja Parsac wynosiła 619 mieszkańców. 